# Accalathura hastata
Accalathura hastata är en kräftdjursart som beskrevs av Brian Frederick Kensley och Marilyn Schotte 2000. Accalathura hastata ingår i släktet Accalathura och familjen Leptanthuridae.
Artens utbredningsområde är Aldabra. Inga underarter finns listade i Catalogue of Life.